# Лазар Пајовић
Лазар Пајовић (Нови Пазар, 26. август 1991) је српски фудбалер.

## Каријера
Као рођени Пазарац, Пајовић своје фудбалско школовање започиње у локалној академији "АС", да би касније прешао у кадетски тим Новог Пазара код тренера Фикрета Грбовића. Млађе категорије комплетира играјући за омладински тим ОФК Београда. Прве сениорске утакмице, Пајовић је забележио наступавши за Хајдук са Лиона. Као играч овог тима, Пајовић је са селекцијом Српске лиге Београда освојио интернационални турнир у Кореји. Игравши за овој састав, Пајовић је сакупио 80 утакмица и постигао 4 гола. Наступао је, такође, за Колубару и Сопот. У родни Нови Пазар вратио се почетком 2014. године. Након три и по сезоне током којих је био члан првог тима у Суперлиги Србије, Пајовић напушта клуб лета 2017.